# Hydroptila longifilis
Hydroptila longifilis is een schietmot uit de familie Hydroptilidae. De soort komt voor in het Oriëntaals gebied.